# Laminated Object Manufacturing
Laminated Object Manufacturing (LOM) – metoda warstwowego wytwarzanie obiektów, opracowana przez amerykańską firmę Helisys.
Proces (LOM) polega na wycinaniu laserem i sklejaniu po kolei warstw z podawanego z rolki specjalnego papieru termozgrzewalnego lub folii. Tworzony model umieszczony jest na platformie, która podczas nakładanie kolejnych warstw, jest stopniowo opuszczona wraz z produktem. Nakładana taśma jest powleczona od dołu specjalnym klejem a następnie przyklejana do tworzonego modelu za pomocą rozgrzanego do odpowiednie temperatury wałka. Zadaniem takiego wałka jest topienie kleju, docisk i wyrównanie powierzchni powstającego obiektu. Przy zastosowaniu specjalnego czujnika, dokonywany jest pomiar wysokości powstającego modelu. Taki pomiar jest konieczny, ponieważ grubość używanej folii nie jest stała. W budowie elementów istnieje możność zastosowania folii papierowej, ceramicznych oraz metalowych. Dla łatwiejszego usuwania materiału, jest on cięty za pomocą lasera na kwadraty poza bryłą. Jest to szczególnie pomocne w przypadku jeżeli model nie jest pryzmatyczny i ma przestrzenie wewnętrzne Wspomniane kwadraty tworzą łatwe do usunięcia z wewnętrznej przestrzeni graniastosłupów, który w ten sposób staje się odpadem. Otrzymany model laminowany (warstwowy) jest następnie czyszczony, czasem malowany. Technologia LOM jest jedną z wielu wykorzystywanych w Rapid Prototypingu.